# Tigrinya nyelv
A tigrinya nyelv (saját elnevezése – a szakirodalomban használt átírással – təgray vagy təgrəñña) az afroázsiai nyelvcsalád sémi ágán a délnyugati sémi nyelvek etióp csoportjába tartozó, az arabbal közeli rokonságban álló nyelv, amelyet az Etióp-magasföld északi részén, Eritreában, valamint Tigré tartományban a mintegy 4 és félmillió fős keresztény földművelő lakosság beszél. Eritreában az ország 1993-ban elnyert függetlensége óta hivatalos nyelv. A nyelvjárások közötti eltérések csekélyek, a déli nyelvjárások az amharához közelednek.

## Főbb jellemzői

### Hangtan
A mássalhangzórendszer megőrizte a sémi torokhangokat. Az ún. emfatikus mássalhangzók glottalizált ejektív képzésűek. A /k/ és a és /q/ hang magánhangzók közötti helyzetben réshanggá válik. Eltérő sajátossága a többi sémi nyelvtől, hogy vannak labializált veláris mássalhangzók is: /kʷ/, /qʷ/ és /gʷ/. További jellemzője az egyszerű magánhangzó-harmónia. Lejegyzésére az etióp ábécé használatos.

### Nyelvtan
A sémi nyelvekhez hasonlóan flektáló nyelv. Két nyelvtani nemet (hímnem és nőnem), viszont csak két nyelvtani számot (egyes és többes szám) különböztet meg. A nőnem jele -t; a többes számot kétféleképpen képezhetik: toldalékkal (pl. -at, -tat), avagy hajlítással (a szó belsejének megváltoztatásával, az arabhoz hasonló módon): ez az ún. tört többes szám, vagy a kettő kombinációjával. A nyelvtani viszonyítás kifejezésére elöljárószókat és névutókat is használnak. A fogalomköröket mássalhangzós gyökök jelölik, amelyek állhatnak kettő, három, négy és öt mássalhangzóból is.
Az igerendszerben az utóraggal képzett perfectum, valamint az elő-, illetve részben utóragos imperfectum szembenállása játszik fontos szerepet. Az előbbi alak a múltban lezajlott (befejezett), míg az utóbbi a jelenben éppen zajló eseményt jelöli. Az ige szótári alakja – a megszokott főnévi igenévvel ellentétben – a múlt idejű egyes szám 3. személy. Példa az imperfectum ragozására a säbärä (’tört’) ige:
| Személy            | Egyes szám               | Többes szám                      |
| ------------------ | ------------------------ | -------------------------------- |
| 1.                 | ‘əsäbbər ’török’         | nəsäbbər ’törünk’                |
| 2. hímnem 2. nőnem | təsäbbər ’törsz’ təsäbri | təsäbru(ta) ’törtök’ təsäbra(ta) |
| 3. hímnem 3. nőnem | yəsäbbər təsäbbər        | yəsäbru(ta) ’törnek’ yəsäbra(ta) |

A többi igeidőt összetett módon képzik.
A szóképzés történhet előképzőkkel, belső szótag kettőzésével (redupliláció), a belső magánhangzó megváltoztatásával, vagy ezek kombinációjával. A mondatok állítmánya az utolsó helyen áll; az alárendelt összetett mondatokban tagmondatainak sorrendje a magyaréhoz képest fordított: a mellékmondat megelőzi a főmondatot.

## Külső hivatkozások
- Ethnologue-adatjelentés a tigrinya nyelvről
- Online tigrinya nyelvtanfolyam Archiválva 2016. március 7-i dátummal a Wayback Machine-ben